# Dameobelba minutissima
Dameobelba minutissima är en kvalsterart som först beskrevs av Sellnick 1929.  Dameobelba minutissima ingår i släktet Dameobelba och familjen Damaeidae. Inga underarter finns listade i Catalogue of Life.